# Сидни Вајт
Сидни Вајт (енгл. Sydney White) америчка је романтична комедија из 2007. године, у режији Џоа Нусбаума, по сценарију Чада Гомеза Крисија. Темељи се на бајци Снежана браће Грим. Главне улоге тумаче Аманда Бајнс, Сара Пакстон и Мет Лонг. Приказан је 21. септембра 2007. године.

## Радња
Сидни Вајт (Аманда Бајнс) је управо стигла на колеџ, спремна и орна да се учлани у сестринство коме је припадала њена покојна мајка. Некада давно, ово сестринство је било угледно, али откако се на челу студентског већа налази бескрупулозна Рејчел (Сара Пакстон), ствари су се нагло промениле. Пошто је преживела све тестове иницијације, Сидни брзо доспева на црну листу јер се усудила да доведе у питање Рејчелин начин рада. Немајући где да иде, она се учлањује у најмање популарно удружење и одбачена Сидни се ускоро спријатељује са највећим аутсајдерима међу студентима. Иако ови момци нису нарочито популарни, временом Сидни схвата да су њени нови пријатељи занимљиве и заиста паметне особе, нарочито Тајлер (Мет Лонг). На срећу, Сидни ће наћи начин да искористи њихову довитљивост и нађе начин да се супротстави Рејчелиној тиранији.

## Улоге
| Глумац              | Улога            |
| ------------------- | ---------------- |
| Аманда Бајнс        | Сидни Вајт       |
| Сара Пакстон        | Рејчел Вичберн   |
| Мет Лонг            | Тајлер Принс     |
| Џон Шнајдер         | Пол Вајт         |
| Кристал Хант        | Динки Хочкис     |
| Џек Карпентер       | Лени             |
| Џереми Хауард       | Теренс           |
| Адам Хендершот      | Џереми           |
| Дени Стронг         | Гуркин           |
| Сем Левин           | Спенки           |
| Арни Пантоџа        | Џорџ             |
| Донте Бонер         | Ембел            |
| Брајан Патрик Кларк | професор Карлтон |
| Либи Минц           | Кристи           |
| Лисандра Васкез     | Ејми             |
| Лорен Лич           | Кејти            |
| Кирстин Копел       | готичарка        |